# Râmeț
Râmeț – wieś w Rumunii, w okręgu Alba, w gminie Râmeț. W 2011 roku liczyła 53 mieszkańców.